# Lepidochitona thamnopora
Lepidochitona thamnopora är en blötdjursart som först beskrevs av Berry 1911.  Lepidochitona thamnopora ingår i släktet Lepidochitona och familjen Ischnochitonidae. Inga underarter finns listade i Catalogue of Life.